# Arme à cheval
Dans l’Armée française, on appelle armes à cheval ou armes montées les unités utilisant ou ayant autrefois utilisé des chevaux.
La distinction entre arme à cheval et arme à pied n'a plus aucun aspect fonctionnel. En revanche, elle influence encore le nom de certains grades et unités, la couleur des boutons et les insignes de grades. Au point de vue cérémonial, on observe aussi des différences : l’emblème national est désigné sous le terme étendard et non drapeau ou pavillon, et les sonneries réglementaires sont exécutées non au clairon mais à la trompette de cavalerie, et certaines sont d'ailleurs entièrement différentes puisque ces deux instruments n'ont pas les mêmes capacités musicales.
Enfin, l'unité élémentaire dans les armes à cheval est l'escadron. Son équivalent dans les armes à pied est la compagnie. La subdivision de cette unité élémentaire est un peloton dans les armes à cheval et une section dans les armes à pied. Il existe toutefois de nombreuses exception à cette règle, notamment dans la Gendarmerie nationale.
Paradoxalement, les personnels du régiment de cavalerie de la garde républicaine, qui est la dernière unité montée de l'armée française, portent les attributs dorés des « armes à pied » (comme tous les membres de la garde républicaine). Toutefois leurs grades, comme ceux de l'ensemble du personnel de la Gendarmerie, sont ceux des armes à cheval.

## Éléments de distinction des armes à cheval

### Appellations
- L'emblème d'unité est un étendard (drapeau dans les armes à pied).
- Un groupe de soldats est appelé un peloton (une section dans les armes à pied).
- Un groupe de 3 ou 4 pelotons est appelé un escadron (ou batterie dans l'Artillerie) (l'unité équivalente est la compagnie dans les armes à pied).
- Les caporaux et caporaux-chefs sont appelés brigadiers, brigadier-chefs.
- Les sergents et sergents-chefs sont appelés maréchaux des logis, maréchaux des logis-chef.
- Un commandant est appelé : 
  - chef d'escadrons dans la cavalerie ;
  - chef d'escadron dans le train des équipages et l'artillerie ;
  - commandant dans le Matériel ;
  - commissaire-commandant dans le Commissariat ;
- Dans la cavalerie, à l'oral, on appelle un adjudant et un adjudant-chef « mon lieutenant ».

### Boutons et insignes de grade
Les boutons et insignes de grade sont blancs (ou argentés) ; lorsque les insignes comportent aussi du jaune, ces deux couleurs sont inversées par rapport à leur disposition dans les armes à pied (voir illustration ci-dessous).
Ainsi, dans les armes à cheval, le brigadier-chef, maréchal des logis et le maréchal des logis-chef ont des grades de couleur argent.
L'adjudant porte  et l'adjudant-chef porte . Dans les armes à pied, ce sera le contraire. De même, un lieutenant-colonel porte  dans les armes à cheval alors qu'il porte  dans les armes à pied.

## Liste des armes à cheval
À compléter
- Artillerie (mais cette arme porte les galons aux couleurs des armes à pied)
- Cavalerie : toutes les unités sauf les spahis qui portent des galons dorés sur pattes d'épaule rouges.
  - Chasseurs à cheval
  - Cuirassiers
  - Dragons
  - Hussards
  - Chars de combat
  - 1er régiment étranger de cavalerie
- Commissariat
- Corps technique et administratif
- Gendarmerie nationale toutes unités (mais les personnels de la gendarmerie mobile et la Garde républicaine portent les attributs dorés des armes à pied)
- Matériel
- Train des équipages